# Sommer (Deens automerk)
De Sommer is een Deens automerk.
Het merk begon met de door Erik Sommer gebouwde Sommer S1. Dit was een project om een Deense volksauto te bouwen. Daar Sommers zoon Ole bij Jowett een stage aan het volgen was, was het niet onlogisch dat men deze Engelse wagen als basis gebruikte. De wagen werd in 1949 gebouwd en in 1950 voorgesteld. Een jaar later bouwde men de wagen in een kleine serie, maar de geplande volksauto zou het nooit worden. Men concentreerde zich op het Volvo-dealerbedrijf, hoewel men wel nog zo af en toe specials bouwde, onder andere een Jowett Jupiter met een eigen gemaakte carrosserie en een coupé op basis van de Volvo Amazon.
De zoon van Erik zou het dealerbedrijf overnemen en in de jaren 70 en 80 ook eigen wagens maken, hoewel die alle gebaseerd waren op Volvo-techniek, namelijk de Joker buggy en de OScar, een AC Cobra-replica.